# Ірано-хорватські відносини
Ірано-хорватські відносини — двосторонні дипломатичні відносини між Іраном і Хорватією. Обидві країни встановили дипломатичні відносини 18 квітня 1992 року. Іран став сьомим в світі та першим в Азії і першою з мусульманською більшістю державою, яка офіційно визнала знову здобуту незалежність Хорватії. Відносини між двома країнами описуються як хороші і дружні.

## Походження хорватів
За однією з поширених теорій про походження хорватів стародавні хорвати прибули в Європу зі східноєвропейських степів або Великого Ірану. Ця теорія розвивавалась з кінця XVIII століття і набула великої популярності після набуття Хорватією незалежності в 1990 році. Були виявлені численні древні письмена і різні подібності між двома народами, які припускають можливість того, що хорвати колись були іранським плем'ям.

## Історія відносин
Віце-президент Ірану Хасан Хабібі відвідав Хорватію в 1995 році, а президент Ірану Мохаммад Хатамі був з державним візитом в Загребі в 2005 році. Президент Хорватії Степан Месич відвідав Іран з триденним державним візитом в 2001 році. У 2008 році президент Ірану Махмуд Ахмадінежад привітав відносини двох країн і заявив, що вони поділяють культуру і історію, в зв'язку з можливим іранським походженням хорватів, що має зміцнювати ці відносини і в майбутньому. У тому ж році хорватська національна нафтова компанія INA розширила свою діяльність в іранському остані Ардебіль.
У жовтні 2011 року високопоставлена іранська парламентська делегація відвідала Хорватію і зустрілася з президентом Іво Йосиповичем і міністром закордонних справ Горданом Яндроковичем. Спікер Ісламської консультативної ради Алі Ардашир Ларіджані зустрівся з головою Сабору Йосипом Леко в жовтні 2013 року. Обидва висловили бажання зміцнити співпрацю між Іраном і Хорватією в області економіки, торгівлі, культури, науки, спорту, сільського господарства та енергетики, а також розширити парламентське співробітництво.
Делегація хорватсько-іранської міжпарламентської групи дружби відвідала Тегеран в березні 2014 року, наголосивши на необхідності подальшого розвитку відносин між двома країнами. Безпосередньо перед цим візитом президент Хорватії Іво Йосипович відмітив прагнення Хорватії до розширення відносин з Іраном в області політики, економіки та культури.
Високий представник іранського парламенту Хосейн Шейхолеслам відвідав Хорватію в жовтні 2014 на запрошення Младена Новака, президента Хорватсько-іранської групи дружби Хорватського Сабору. Делегація зустрілася з міністром закордонних справ Весною Пусич, президентом Іво Йосиповичем і головою хорватського парламенту Йосипом Леко.
У січні 2015 року міністр закордонних справ Хорватії Весна Пусич відвідала Іран, де вона зустрілася з президентом Ірану Хассаном Рухані, віце-президентом Шахіндохтом Молаверді, віце-президентом Масумех Ебтекар, спікером парламенту Алі Ларіджані і міністром закордонних справ Мохаммадом Джавадом Заріфі. Міністр Пусич зазначила, що час її візиту до Ірану, який відбувся в ході переговорів про іранську ядерну угоду, «є підходящим часом для зміцнення двосторонніх відносин між Хорватією та Іраном». Пусич також заявила, що Хорватія як держава-член ЄС рішуче підтримує зусилля обох сторін в переговорах щодо іранської ядерної угоди з метою забезпечення успішного завершення переговорів. Міністр Заріф зазначив, що візит Пусич в Іран зміцнить двосторонні відносини між двома країнами, і що Хорватія є надзвичайно важливим іранським партнером в рамках Європейського союзу. Віце-президент і керівник Департаменту охорони навколишнього середовища Молаверді розмовляв з міністром Пусич про зміцнення двостороннього співробітництва між Іраном і Хорватією в області охорони навколишнього середовища. Обидві сторони підкреслили важливість продовження боротьби з тероризмом, екстремізмом і насильством. В ході візиту делегації домовилися створити в найближчому майбутньому змішану комісію економічних експертів.

## Економічні відносини
Економічне співробітництво між Хорватією і Іраном знаходиться на низькому рівні через санкції проти Ірану. У 2012 році Хорватія експортувала в Іран товарів на суму $ 2,9 млн і імпортувала з нього товарів на суму $ 2,19 млн.
22 березня 2012 року Хорватія і інші 27 держав-членів Європейського союзу заборонили імпорт, придбання і транспортування нафти і нафтопродуктів з Ірану. Хорватським компаніям також заборонялося надавати будь-якt фінансування або фінансову допомогу, страхування або перестрахування, пов'язані з імпортом, купівлею або транспортуванням іранської сирої нафти і нафтопродуктів. Крім того, всім хорватським громадянам, які плавали під хорватським прапором, заборонялося продавати і купувати обладнання, яке могло б бути використане в нафтовій промисловості Ірану.
Керівники тютюнової фабрики Rovinj і Іранської тютюнової компанії підписали в 2010 році контракт на будівництво спільної тютюнової фабрики в Ірані. Завод був відкритий в 2013 році в місті Сарі і є найбільшою тютюновою фабрикою на Близькому Сході. Інвестиції склали близько 30 мільйонів євро, а фабрика випускає близько 6 мільярдів сигарет на рік.
В ході візиту іранської делегації до Хорватії в жовтні 2011 року був підписаний договір про співпрацю в галузі суднобудування між іранськими провінціями Керманшах і Хузестан і хорватської жупанією Сплітсько-Далматинська. Іран і хорватська верф в Рієці і раніше співпрацювали. Цей контракт в результаті був розірваний через введення санкцій проти Ірану.
Посол Ірану в Хорватії Мохаммад Тахеріан Фард заявив в інтерв'ю для хорватської газети Večernji list в квітні 2015 року, що він отримав вказівки безпосередньо від президента Хасана Рухані по зміцненню політичних, культурних і особливо економічних відносин з Хорватією. Крім того, посол також заявив, що стратегічний план Ірану — зробити Хорватію дистриб'ютором іранського газу до багатьох європейських країн.
18 травня 2016 року президент Хорватії Колінда Грабар-Китарович відвідала Іран і підписала угоду про економічне співробітництво.

## Дипломатичні представництва
- Хорватія має посольство в Тегерані.
- Іран має посольство і культурний центр в Загребі.